# Enric IV del Sacre Imperi Romanogermànic
Enric IV (alemany: Heinrich IV; 11 de novembre del 1050 - 7 d'agost del 1106) fou sacre emperador romanogermànic entre el 1084 i el 1105, rei d'Alemanya entre el 1054 i el 1105, rei d'Itàlia i de Borgonya entre el 1056 i el 1105 i duc de Bavària entre el 1052 i el 1054. Era fill d'Enric III del Sacre Imperi Romanogermànic (segon emperador de la dinastia sàlica) i Agnès de Poitiers. A la mort del seu pare el 5 d'octubre del 1056, Enric li succeí sota la tutela de la seva mare, que feu concessions als aristòcrates d'Alemanya per obtenir el seu suport. La incapacitat d'Agnès de controlar les eleccions papals, a diferència del seu difunt marit, enfortí el concepte de la libertas ecclesiae durant la seva regència. L'arquebisbe Annó II de Colònia tragué partit de la debilitat de la reina mare per segrestar Enric l'abril del 1062 i governà Alemanya fins que el jove assolí la majoria d'edat el 1065.
El 31 de març de 1084 a Roma fou coronat emperador per l'antipapa Climent III. El 1105 el seu fill petit, Enric V el va forçar a abdicar amb el suport del papa Pasqual II.
Enric IV fou el tercer emperador de la dinastia sàlica, sorgida dels francs salis de Francònia. Fou un dels sobirans més controvertits de l'edat mitjana, però també un dels més fascinants per les vicissituds a les quals es va enfrontar en un regnat de més de 50 anys, el més llarg de l'alta edat mitjana. L'oposició al papa Gregori VII i la humiliació de Canossa constitueixen un dels punts àlgids de la Lluita de les Investidures.

## Antecedents històrics
Enric va ser el tercer monarca de la dinastia sàlica, la casa reial que va governar Alemanya del 1024 al 1125. Els reis d'Alemanya del segle XI també governaven Itàlia i Borgonya i tenien  dret al títol d'emperador del Sacre Imperi Romanogermànic. Estaven convençuts que la seva reivindicació de l'emperador els donava dret a actuar com a cap de tots els cristians i a controlar les eleccions papals a Roma. Roma estava dominada en realitat per aristòcrates locals, els Tusculans i els Crescenzi, que proposaven els seus propis candidats al tron papal. Les seves rivalitats van causar escàndols, que van culminar amb tres papes rivals Benet IX, Silvestre III i Gregori VI, el 1045. Per posar fi al cisma, el pare d’Enric III, va creuar els Alps cap a Itàlia i va celebrar un sínode eclesiàstic a Sutri el 20 de desembre de 1046. El sínode va deposar els tres papes i els va substituir per un prelat alemany, el bisbe Suidger de Bamberg, que va assumir el nom de Climent II.
Enric III va emfatitzar la naturalesa sacerdotal de la reialesa, atribuint-la a la unció dels reis amb oli sant. Home de gran pietat personal, es considerava a si mateix com a vicari de Crist, autoritzat a administrar tant l'estat com l'església. Els romans li van atorgar el títol hereditari de patrici, reconeixent el seu dret i el dels seus successors a emetre el primer vot a les eleccions papals. El seu nou títol li va permetre assegurar el nomenament de clergues alemanys al tron papal. El tercer papa alemany, Lleó IX, provenia de Lotaríngia, una província que havia estat un centre important de clergues reformistes. Volien purificar l'Església mitjançant la reimplementació d'antigues (o suposadament antigues) col·leccions de dret canònic i Lleó IX va introduir amb entusiasme les seves idees a Roma. Va prohibir la simonia —la venda de càrrecs eclesiàstics— i va promoure el celibat clerical. El control imperial dels afers eclesiàstics va ser a la llarga incompatible amb la idea reformista de la «llibertat de l'Església», que afirmava que les institucions eclesiàstiques només podien estar subjectes a l'autoritat de la Santa Seu. El conflicte entre les dues idees va arribar al seu punt àlgid durant el regnat d'Enric IV, i va desenvolupar-se en la confrontació coneguda com la Controvèrsia de les Investidures .
Alemanya, Itàlia i Borgonya estaven compostes per províncies semiindependents, cadascuna administrada per un prelat o un aristòcrata laic. Els prelats —els bisbes i els abats— no només eren terratinents rics, sinó que també tenien un paper important en l'administració estatal. Estaven obligats a fer regals anuals als reis i també a proporcionar als monarques serveis regulars ben definits, inclosa la recaptació d'impostos i l'hospitalitat. Els ducs eren els aristòcrates laics més poderosos d'Alemanya. Eren principalment comandants militars, però també eren responsables de l'administració de justícia. Els monarques ocasionalment conservaven el càrrec de duc per a ells mateixos o per als seus parents més propers, però tard o d'hora no tenien més remei que ocupar els ducats vacants, perquè depenien del suport dels aristòcrates més poderosos.
Enric III va entrar en conflicte amb ducs influents cap al final de la seva vida. Godofreu el Barbut, duc de l'Alta Lotaríngia, es va casar amb una vídua rica, la marcgravina Beatriu de Toscana, sense el consentiment de l'emperador. Enric III també va indignar el duc saxó, Bernat II, perquè donava suport al principal rival del duc, l'arquebisbe Adalbert d'Hamburg, en la conquesta d'alguns comtats saxons. Els reis salians que van heretar els dominis dels seus predecessors otonians a Saxònia visitaven la província amb freqüència. Les seves llargues visites van irritar els aristòcrates saxons, que van estar exposats al control reial directe durant més temps que els seus iguals d'altres parts de l'Imperi. Les queixes dels saxons contra els monarques salis van esclatar en una sèrie de revoltes durant el regnat d'Enric IV.
Els veïns de l'Imperi no van causar menys preocupació. Enric III va iniciar expedicions punitives contra Bohèmia per extorquir un jurament de lleialtat al duc rebel Bretislau I. El rei Pere d'Hongria, que devia el seu tron a Enric, també li va jurar lleialtat, però va ser destronat el 1046. Enric va envair Hongria, però no va poder obligar el successor de Pere, el rei Andreu I, a sotmetre's. Andreu va designar el seu germà, Béla, com a hereu. Els conflictes entre Andreu i Béla, i més tard entre els seus fills, van culminar durant les primeres dècades del regnat d'Enric IV, provocant campanyes militars alemanyes contra Hongria. Enric III va afirmar la seva autoritat sobre els prínceps del sud d'Itàlia, inclosos els comtes normands d'Aversa i Pulla el 1047. L'emperador absent, però, no podia controlar els aventurers normands i va optar per encarregar als papes la representació dels seus interessos al sud d'Itàlia.

## Biografia
Nascut l'11 de novembre de 1050, Enric era fill de l'emperador del Sacre Imperi Romanogermànic, Enric III, i de la seva segona esposa, Agnès de Poitou. Enric va néixer molt probablement al palau del seu pare a Goslar. El seu naixement havia estat molt esperat; Enric III havia tingut quatre filles, però els seus súbdits estaven convençuts que només un hereu mascle podia assegurar la pau del regne (com ho va anomenar Hermann II, arquebisbe de Colònia, en un sermó). Enric va rebre el nom del seu avi, Conrad II, emperador del Sacre Imperi Romanogermànic, però l'abat Hug de Cluny, a qui Enric III havia nomenat padrí del seu fill, va convèncer l'emperador perquè donés el seu nom al seu hereu. Mentre celebrava el Nadal de 1050 a Pöhlde, a Saxònia, el malalt Enric III va designar el seu fill petit com a successor.

### Coronació i interessos al regne d'Hongria
L'any 1056 va morir Enric III i automàticament Enric IV es va convertir en rei germànic sota la regència de la seva mare i després de l'arquebisbe Anno de Colònia i Adalbert de Bremen. Va arribar a la majoria d'edat el 1065 i durant tot el regnat va intentar consolidar el poder del monarca i de l'emperador, amb el suport de les ciutats i va combatre els saxons.
Va donar suport al rei Salomó d'Hongria, que havia derrocat la seva germana, la princesa Judit, i aquest fet implicava la possibilitat d'obtenir el vassallatge del regne d'Hongria a l'Imperi. Després de la mort del pare de Salomó, el rei Andreu I d'Hongria, el seu oncle, Bela I, el germà d'Andreu va pujar al tron i va governar entre 1061 i 1063. Quan va prendre el poder, Salomó es va veure obligat a acudir a demanar la protecció d'Enric IV i va retornar el 1063 amb els exèrcits germànics per recuperar el tron. Després de la victòria, fou coronat després que Bela morís accidentalment quan es va despendre el capçal del seu tron i li va caure a sobre. El suport d'Enric IV a Salomó es va debilitar amb el pas del temps, però va aconseguir mantenir el vassallatge d'Hongria. Davant d'aquest fet, els dos cosins de Salomó, Géza I i Ladislau I, van portar a terme diverses campanyes contra el rei hongarès, que finalment fou desposseït el 1074, i Hongria va deixar d'estar en perill de ser envaïda per l'Imperi.

### La querella de les investidures contra Gregori VII
Temps després, Enric IV també va intentar reforçar el poder a través de la provisió de beneficis i càrrecs eclesiàstics, cosa que va motivar un dur enfrontament amb el papa Gregori VII el gener de 1076, quan Enric IV va convocar el Sínode de Worms. En aquest concili va derrocar el papa, que un mes més tard recuperava el poder i excomunicava l'emperador, que va haver de reconèixer l'autoritat de Gregori VII al castell de Canossa aquell mateix any. Fou l'inici del conflicte entre el papa i alguns monarques cristians durant l'edat mitjana i que es coneix com a Lluita de les Investidures. Els prínceps alemanys, encapçalats per Rodolf de Suàbia i Hermann de Salm, no van acceptar que Enric IV recuperés el títol imperial i van iniciar una lluita contra seu. L'emperador, de nou, es va enfrontar amb el papa i fou excomunicat per segona vegada i llavors Enric va nomenar l'arquebisbe de Ravenna com a papa amb el nom de Climent III i es va fer coronar emperador per aquest el 1084.
En paral·lel a tot aquest afer, el 1091 el rei hongarès, Ladislau I, va conquerir Croàcia. La germana de Ladislau, que havia quedat viuda després de la mort del rei croat Zvonimir i sense hereus, va provocar la intervenció de Ladislau. El papa Urbà II es va oposar a aquesta conquesta que en canvi va tenir el suport d'Enric IV.
Durant els darrers anys del regnat va haver de fer front a diverses revoltes, en les quals també hi va trobar el seu fill Enric V i la seva segona esposa. El 1105 la dieta de Magúncia el va obligar a abdicar i un any més tard moria a Lieja.

## Família

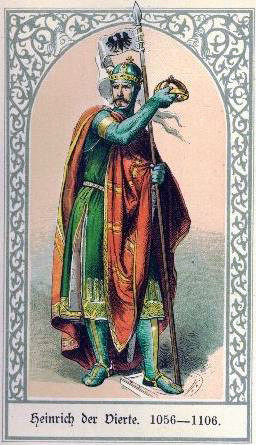
Il·lustració d'Enric IV (s. XIX)

### Avantpassats
|  |                                 |  |  |  |  |  |  |  |  |  |  |  |  |  |  |  |
|  | 16. Duc Otó I de Caríntia       |  |  |  |  |  |  |  |  |  |  |  |  |  |  |  |
|  |                                 |  |  |  |  |  |  |  |  |  |  |  |  |  |  |  |
|  |                                 |  |  |  |  |  |  |  |  |  |  |  |  |  |  |  |
|  | 8. Enric d'Espira               |  |  |  |  |  |  |  |  |  |  |  |  |  |  |  |
|  |                                 |  |  |  |  |  |  |  |  |  |  |  |  |  |  |  |
|  |                                 |  |  |  |  |  |  |  |  |  |  |  |  |  |  |  |
|  | 17. Judit de Baviera            |  |  |  |  |  |  |  |  |  |  |  |  |  |  |  |
|  |                                 |  |  |  |  |  |  |  |  |  |  |  |  |  |  |  |
|  |                                 |  |  |  |  |  |  |  |  |  |  |  |  |  |  |  |
|  | 4. Emperador Conrad II          |  |  |  |  |  |  |  |  |  |  |  |  |  |  |  |
|  |                                 |  |  |  |  |  |  |  |  |  |  |  |  |  |  |  |
|  |                                 |  |  |  |  |  |  |  |  |  |  |  |  |  |  |  |
|  | 9. Adelaida d'Alsàcia           |  |  |  |  |  |  |  |  |  |  |  |  |  |  |  |
|  |                                 |  |  |  |  |  |  |  |  |  |  |  |  |  |  |  |
|  |                                 |  |  |  |  |  |  |  |  |  |  |  |  |  |  |  |
|  | 2. Emperador Enric III          |  |  |  |  |  |  |  |  |  |  |  |  |  |  |  |
|  |                                 |  |  |  |  |  |  |  |  |  |  |  |  |  |  |  |
|  |                                 |  |  |  |  |  |  |  |  |  |  |  |  |  |  |  |
|  | 20. Duc Conrad I de Suàbia      |  |  |  |  |  |  |  |  |  |  |  |  |  |  |  |
|  |                                 |  |  |  |  |  |  |  |  |  |  |  |  |  |  |  |
|  |                                 |  |  |  |  |  |  |  |  |  |  |  |  |  |  |  |
|  | 10. Hermann II de Suàbia        |  |  |  |  |  |  |  |  |  |  |  |  |  |  |  |
|  |                                 |  |  |  |  |  |  |  |  |  |  |  |  |  |  |  |
|  |                                 |  |  |  |  |  |  |  |  |  |  |  |  |  |  |  |
|  | 5. Gisela de Suàbia             |  |  |  |  |  |  |  |  |  |  |  |  |  |  |  |
|  |                                 |  |  |  |  |  |  |  |  |  |  |  |  |  |  |  |
|  |                                 |  |  |  |  |  |  |  |  |  |  |  |  |  |  |  |
|  | 11. Gerberga de Borgonya        |  |  |  |  |  |  |  |  |  |  |  |  |  |  |  |
|  |                                 |  |  |  |  |  |  |  |  |  |  |  |  |  |  |  |
|  |                                 |  |  |  |  |  |  |  |  |  |  |  |  |  |  |  |
|  | 1. Emperador Enriv IV           |  |  |  |  |  |  |  |  |  |  |  |  |  |  |  |
|  |                                 |  |  |  |  |  |  |  |  |  |  |  |  |  |  |  |
|  |                                 |  |  |  |  |  |  |  |  |  |  |  |  |  |  |  |
|  | 24. Duc Guillem III d'Aquitània |  |  |  |  |  |  |  |  |  |  |  |  |  |  |  |
|  |                                 |  |  |  |  |  |  |  |  |  |  |  |  |  |  |  |
|  |                                 |  |  |  |  |  |  |  |  |  |  |  |  |  |  |  |
|  | 12. Duc Guillem IV d'Aquitània  |  |  |  |  |  |  |  |  |  |  |  |  |  |  |  |
|  |                                 |  |  |  |  |  |  |  |  |  |  |  |  |  |  |  |
|  |                                 |  |  |  |  |  |  |  |  |  |  |  |  |  |  |  |
|  | 6. Duc Guillem V d'Aquitània    |  |  |  |  |  |  |  |  |  |  |  |  |  |  |  |
|  |                                 |  |  |  |  |  |  |  |  |  |  |  |  |  |  |  |
|  |                                 |  |  |  |  |  |  |  |  |  |  |  |  |  |  |  |
|  | 26. Comte Teobald de Blois      |  |  |  |  |  |  |  |  |  |  |  |  |  |  |  |
|  |                                 |  |  |  |  |  |  |  |  |  |  |  |  |  |  |  |
|  |                                 |  |  |  |  |  |  |  |  |  |  |  |  |  |  |  |
|  | 13. Emma de Blois               |  |  |  |  |  |  |  |  |  |  |  |  |  |  |  |
|  |                                 |  |  |  |  |  |  |  |  |  |  |  |  |  |  |  |
|  |                                 |  |  |  |  |  |  |  |  |  |  |  |  |  |  |  |
|  | 3. Agnès d'Aquitània            |  |  |  |  |  |  |  |  |  |  |  |  |  |  |  |
|  |                                 |  |  |  |  |  |  |  |  |  |  |  |  |  |  |  |
|  |                                 |  |  |  |  |  |  |  |  |  |  |  |  |  |  |  |
|  | 28. Rei Adalbert II d'Itàlia    |  |  |  |  |  |  |  |  |  |  |  |  |  |  |  |
|  |                                 |  |  |  |  |  |  |  |  |  |  |  |  |  |  |  |
|  |                                 |  |  |  |  |  |  |  |  |  |  |  |  |  |  |  |
|  | 14. Duc Otó-Guillem de Borgonya |  |  |  |  |  |  |  |  |  |  |  |  |  |  |  |
|  |                                 |  |  |  |  |  |  |  |  |  |  |  |  |  |  |  |
|  |                                 |  |  |  |  |  |  |  |  |  |  |  |  |  |  |  |
|  | 7. Agnès de Borgonya            |  |  |  |  |  |  |  |  |  |  |  |  |  |  |  |
|  |                                 |  |  |  |  |  |  |  |  |  |  |  |  |  |  |  |
|  |                                 |  |  |  |  |  |  |  |  |  |  |  |  |  |  |  |
|  | 15. Ermentruda de Reims         |  |  |  |  |  |  |  |  |  |  |  |  |  |  |  |
|  |                                 |  |  |  |  |  |  |  |  |  |  |  |  |  |  |  |
|  |                                 |  |  |  |  |  |  |  |  |  |  |  |  |  |  |  |

### Núpcies i descendència
Es va casar a Trebur el 13 de juliol de 1066 amb Berta de Milà, filla del marquès Odó I de Savoia i Adelaida de Susa. Van tenir els fills següents:
- Adelaida (1070 - † 4 de juny de 1071)
- Enric (1071 - † 2 d'agost de 1071)
- Agnès (1072/73 - † 24 de setembre de 1143). Es va casar en primeres núpcies el 24 de març de 1079 a Ratisbona amb Frederic I de Suàbia († 1105), duc de Suàbia i fundador de la casa Hohenstaufen). El 1106 es va casar de nou amb Leopold III (Babenberg), marquès d'Àustria i que més tard es convertiria en sant de l'Església Catòlica.
- Conrad (12 de febrer de 1074 - † 27 de juliol de 1101), coronat com a rei d'Itàlia el 1093.
- Enric V (8 de gener de 1086 - † 23 de maig de 1125), que el va succeir com a emperador.

A la mort de Berta el 27 de desembre de 1087, Enric IV es va casar de nou el 14 d'agost de 1089 amb Adelaida de Kíev (també anomenada Praxedis o Eupraxia) (nascuda el 1071 i morta el 10 de juliol o l'11 de novembre de 1109), filla del gran duc de Kíev Vsèvolod i vídua del comte Enric III de Stade, que el 1082 havia estat nomenat margrave de la Marca del Nord. Aquest enllaç fou estèril i el 1095 es van divorciar i Adelaida es va retirar a un monestir de Kíev.

## En les arts
La tragèdia Enric IV de Luigi Pirandello dibuixa un personatge de la primeria del segle xx que s'imagina que és Enric IV, una obra que explora temes com la identitat, la realitat i la ficció. Marco Bellocchio en va fer el film Enrico IV.